# Jamás abandoné
«Jamás abandoné» es una canción grabada por Laura Pausini, es el segundo sencillo de su álbum de estudio #10 Inédito y fue lanzada para Italia el 11 de noviembre de 2011. La canción también fue lanzada en el idioma italiano titulada "Non ho mai smesso".
En mayo de 2012 la canción fue certificada por la Federación de la Industria Música Italiana como disco de oro, por copias superiores a 15 000.
En diciembre de 2012 el álbum recibió una nominación por Mejor vídeo del año, en Premio Lo nuestro.

## Composición y fondo
La canción, describe Laura Pausini está dispuesto a volver a tocar en vivo después de la pausa que precede a la liberación de Inédito. La letra de la canción, está dedicada a la relación de Pausini con su trabajo, ella afirma que nunca ha dejado de amar la música.
Durante una entrevista, después de la publicación del álbum, Pausini reveló que la canción fue elegida por su sello como el primer sencillo del álbum, pero personalmente decidió lanzar Bienvenido como el tema principal de Inédito, explicando que quería liberar una canción más optimista y menos melancólica.

## Actuaciones en vivo
La canción fue estrenada el 10 de noviembre de 2011 en la Piazza del Duomo, en Milán, durante un flashmob organizada para promover el álbum Inédito, que fue puesto en libertad el día siguiente. Pausini fue acompañada por una coreografía realizada por aproximadamente un centenar de bailarines.
Pausini interpretó la canción durante su gira mundial Inédito. La canción también se llevó a cabo durante el primer episodio de la Chiambretti Muzic Mostrar, transmitido por Italia 1 el 11 de noviembre de 2011 y totalmente dedicado a Laura Pausini. El 16 de febrero de 2012, Pausini realizó la versión en español de la canción durante la ceremonia de entrega del Premio Lo Nuestro 2012, que se celebró en el American Airlines Arena en Miami, Florida. Su actuación fue dedicada a la memoria de Whitney Houston, que murió cinco días antes.

## Vídeo musical
El vídeo musical para la canción fue dirigido por Gaetano Morbioli y filmado en Ámsterdam a finales de julio de 2011, donde Pausini y Morbioli también grabaron el vídeo Bienvenido.
La idea principal del vídeo consiste en mostrar varias paradojas por las imágenes. Algunas escenas del clip se muestran a mujeres con vestidos elegantes y zapatos deportivos, mientras compiten en una pista de atletismo. Un hombre que llevaba un distintivo traje cruza una carretera llevando una tabla de surf.
Antes de zarpar en un barco, Pausini aparece en el vídeo con un vestido rojo de Roberto Cavalli, mientras está en el suelo, atada a un paracaídas.
El vídeo musical fue lanzado por primera vez en el sitio web del periódico italiano Corriere della Sera el 11 de noviembre de 2011. El Making of del vídeo más tarde fue puesto en libertad el oficial de la warner music Italia.

## Posicionamiento en las listas musicales

### Semanales
| País           | Lista (2011-12)     | Mejor posición | Ref.   |
| -------------- | ------------------- | -------------- | ------ |
| Bélgica        | Ultratop Top 40     | 23             | [ 19 ] |
| Estados Unidos | Latin Pop Songs     | 33             | [ 20 ] |
| Estados Unidos | World Digital Songs | 20             | [ 21 ] |
| Italia         | FIMI                | 22             | [ 22 ] |

## Certificaciones
| País   | Organismo certificador | Certificación | Simbolización | Ref.   |
| ------ | ---------------------- | ------------- | ------------- | ------ |
| Italia | FIMI                   | Gold          |               | [ 23 ] |